# Lijepa naša domovino
Lijepa naša domovino (često tek Lijepa naša), himna Republike Hrvatske od 1991. godine. Njezine početne riječi čest su metonim za Hrvatsku (Lijepa Naša).
Ubraja se među malobrojne miroljubive himne jer veliča ljepote domovine, a ne poziva na borbu ili otpor kao himne-koračnice (pr. Marseljeza).

## Stihovi
Zagrebački pravnik Antun Mihanović, jedan od pjesnika hrvatskog narodnog preporoda, napisao je domoljubnu pjesmu Horvatska domovina koja je postala temelj današnje himne – od 14 kitica uzete su prva, druga, pretposljednja i posljednja. Horvatska domovina je objavljena 14. ožujka 1835. godine na naslovnoj stranici desetog broja književnog lista Danica, koji je tada bio nositelj književnog preporoda.
| » | Lijepa naša domovino, Oj junačka zemljo mila, Stare slave djedovino, Da bi vazda sretna bila! Mila, kano si nam slavna, Mila si nam ti jedina. Mila, kuda si nam ravna, Mila, kuda si planina! Teci Dravo, Savo teci, Nit' ti Dunav silu gubi, Sinje more svijetu reci, Da svoj narod Hrvat ljubi. Dok mu njive sunce grije, Dok mu hrašće bura vije, Dok mu mrtve grobak krije, Dok mu živo srce bije! | « |
|   | |   |

## Napjev
Popijevka Lijepa naša domovino nastala je krajem 1840-ih. Ne zna se točna godina njezina nastanka, ali se obično navodi 1848. godina. Nije sasvim sigurno je li Josip Runjanin (1821. – 1878.) skladao njezinu melodiju, ali se u drugoj polovici 19. stoljeća uvriježilo takvo mišljenje.
Runjanin nije imao formalno glazbeno obrazovanje, a 1848. godine bio je kadet u graničarskoj pješačkoj pukovniji br. 10 u Glini. Zato se smatra da je popijevka skladana u Glini.
Runjanin je uglazbio samo dvije kitice Mihanovićeve pjesme, pa je popijevka zapravo dvodijelna pjesma sa 16 taktova (sheme a – a1 – b – a1).

## Glazbene preradbe i naslov
Ne zna se kako je izgledao izvorni napjev. Prvi poznati zapis potječe od Vatroslava Lichteneggera, pjevačkog pedagoga, iz 1861. godine. Slušao je kako pjevaju njegovi učenici (učiteljski pripravnici) i zabilježio note, "ukajdiv melodiju onako kako su mu pripravnici pjevali" (Franjo Ksaver Kuhač).
Lichtenegger je priredio skladbu za muški četveropjev. Godine 1862. njegova je inačica objavljena u Sbirci različitih četveropjevah mužkoga zbora (svezak II, broj 9) Narodnoga zemaljskoga glazbenog zavoda u Zagrebu.
U godinama koje su uslijedile, popijevka se pojavljivala u raznim zbirkama pod naslovom Hrvatska Domovina, a pod imenom Liepa naša nalazimo je prvi put 1864. godine u zbirci "raznih četveropjev(h) što ih izdade Glasbeno društvo duh(ovne) mlad(eži) Zag(rebačke)". Ta dva naslova su se izmjenjivala do 1890-ih godina, kada se kao naslov uvriježio prvi stih, Lijepa naša domovino.
Bilo je i drugih glazbenih inačica nakon Lichteneggera. Popijevka se uređivala za različite zborove i pritom mijenjala, a današnja inačica potječe od Franje Dugana starijeg (1919.).
I danas postoje mnoge glazbene inačice ove pjesme: za muške, ženske, dječje i mješovite zborove, tamburaške i puhačke sastave, orgulje, glasovir te simfonijski orkestar.
Službeni notni zapis himne je konačno utvrđen 1990. godine u članku 17. Zakona o grbu, zastavi i himni Republike Hrvatske.

## Tekstne preradbe
Današnji zakonski tekst himne nije posve isti kao Mihanovićev izvornik. Osim što je bilo nužnih promjena zbog moderniziranja jezika, uvedeno je i nekoliko značenjskih promjena.

Lěpa naša domovino,
Oj junačka zemljo mila,
Stare slave dědovino,
Da bi vazda čestna bila!

Promjene značenja kroz povijest koje se nisu održale:
- junačka → hrvatska
- da bi vazda čestna bila → daj, o Bože, sretna bila
- Teci, Sava hitra, teci → Savo, Dravo, Drino teci (2. svjetski rat)

Teci, Sava hitra, teci
Nit’ ti Dunaj silu gubi,
Kud li šumiš, světu reci:
Da svog’ doma Horvat ljubi,

Promjena značenja ponovo unesena u današnju inačicu:
- kud li šumiš → sinje more (2. svjetski rat)

Promjene značenja koje su ostale u današnjoj inačici: 
- čestna → sretna
- hitra → Dravo
- svog' doma → svoj narod

Primjerice, Antun Gustav Matoš je pisao „Oj hrvatska zemljo mila.“.
Na prijedlog hrvatskog književnika Milivoja Slavičeka, ponovno je umetnut stih sinje more svijetu reci (umjesto izvornog Kud li šumiš, světu reci).
Službeni tekst himne je konačno utvrđen 21. prosinca 1990. godine u članku 16. Zakona o grbu, zastavi i himni Republike Hrvatske te zastavi i lenti Predsjednika Republike Hrvatske.

## Svojstvo himne
Tijekom 19. stoljeća "Lijepa naša" se pjevala u svečanim nacionalnim prigodama kao i razne druge popijevke. Bila je samo jedna od mnogih narodnih himna, koje je zapisao Antun Mihanović 1846. godine (Bože živi, Još Horvatzka ni propala, Mi smo, braćo ilirskog i ine). Godine 1891., prigodom izložbe Hrvatsko-slavonskoga gospodarskog društva u Zagrebu, prvi put je navedena kao hrvatska himna i pjevala se pod naslovom Lijepa naša.
Savez hrvatskih pjevačkih društava obratio se Hrvatskom saboru 1907. godine “glede uzakonjenja, odnosno službenog proglašenja pjesme Lijepa naša domovino hrvatskom himnom”. Iako Sabor nije reagirao, Lijepa naša je postala neslužbena hrvatska himna, a u svečanim prigodama se izvodila odmah nakon Carevke. Kad je Hrvatska 29. listopada 1918. godine stekla (kratkotrajnu) neovisnost, Sabor je pjevao Lijepu našu.
Također se neslužbeno pjevala između dva rata. Za vrijeme Drugoga svjetskog rata pjevali su je i ustaše i partizani. Tijekom narodnooslobodilačkog rata Lijepa naša nastavila je biti simbolom hrvatske političke tradicije i identiteta. Status himne neformalno joj je priznat na osnivačkoj skupštini ZAVNOH-a održanoj 13. i 14. lipnja 1943. godine u Otočcu i Plivičkim jezerima, kada je prvo zasjedanje ovoga tijela zaključeno svečanim izvođenjem Lijepe naše. Poslije rata nije ugušena, nego se u svečanim prigodama svirala odmah nakon jugoslavenske himne. Program Radio Zagreba završavan je svake noći njezinim orkestralnim intoniranjem.
Prvi put u povijesti je službeno proglašena državnom himnom u prvom ustavnom amandmanu (točka 4.) dana 29. veljače 1972. godine. U točki je pisalo da je "Himna Socijalističke Republike Hrvatske (...) Lijepa naša domovino", što je preneseno i u Ustav SR Hrvatske 1974. godine. Ustav Republike Hrvatske iz 1990. godine navodi da Lijepa naša domovino ima status i ulogu hrvatske državne himne, a Zakon o grbu, zastavi i himni Republike Hrvatske te zastavi i lenti Predsjednika Republike Hrvatske navodi njezin službeni tekst i notni zapis, koji su time postali obvezatni.

## Spomenik himni
Usred doline na Zelenjaku je podignut spomenik hrvatskoj himni u obliku obeliska visokoga 12,20 m koji je postavljen zalaganjem Družbe »Braća Hrvatskoga Zmaja«, 24. studenoga 1935. godine. Ovdje je, navodno, Mihanović bio nadahnut za pisanje himne. Na otkrivanju spomenika unatoč vremenskim nepogodama bilo je nazočno preko 20 000 osoba koje su otpjevale himnu nekoliko puta.

## Vanjske poveznice
|  | Zajednički poslužitelj ima još gradiva o temi Lijepa naša domovino |

- Zvučni zapis himne u formatu .ram